# Seč (Slovaquie)
Pour les articles homonymes, voir Seč.
Seč (hongrois : Divékszécs) est un village de Slovaquie situé dans la région de Trenčín.

## Histoire
La première mention écrite du village date de 1275.

## Démographie

### Évolution de la population
| Année:               | 1994. | 2004.   | 2014.   | 2024.   |
| -------------------- | ----- | ------- | ------- | ------- |
| Nombre de personnes: | 412   | 410     | 392     | 388     |
| Différence:          |       | -0,48 % | -4,39 % | -1,02 % |

| Année:               | 2023. | 2024.   |
| -------------------- | ----- | ------- |
| Nombre de personnes: | 393   | 388     |
| Différence:          |       | -1,27 % |